# Cinecittà World
Koordinaten: 41° 42′ 48″ N, 12° 27′ 1″ O
Cinecittà World ist ein Freizeitpark in Rom (Latium, Italien), der am 24. Juli 2014 eröffnet wurde. Er wurde auf Initiative der Unternehmer Luigi Abete, Aurelio De Laurentiis und Diego Della Valle gegründet und umfasst heute rund 40 Attraktionen, sechs Shows und sieben Themenbereiche. Der Park gehört zu Cinecittà.

## Achterbahnen
| Name    | Typ                             | Hersteller | Eröffnungsjahr | Bemerkungen | Weblinks |
| ------- | ------------------------------- | ---------- | -------------- | --- | -------- |
| Altair  | Stahlachterbahn mit Inversionen | Intamin    | 2014           | Achterbahn mit den meisten Inversionen in Italien. Weitere baugleiche Anlagen finden sich in Loca Joy Holiday Theme Park (China), Wonderland Eurasia (Türkei), Flamingo Land (Großbritannien) und Wonder Island (Russland). |          |
| Inferno | Dunkelachterbahn                | Intamin    | 2014           | Fuhr bis 2016 unter dem Namen Darkmare. |          |